# Toechard
Toechard (Russisch: Тухард) of Toechart (Тухарт) is een plaats (posjolok) binnen de selskoje poselenieje van Karaoel in het gemeentelijk district Tajmyrski van de Russische kraj Krasnojarsk. De plaats ligt aan een bocht van de rivier de Grote Cheta (zijrivier van de Jenisej) op ongeveer 96 kilometer van Karaoel en 74 kilometer van Doedinka. Toechard telt ongeveer 726 inwoners, waaronder een groot aantal Nenetsen en ook een klein aantal Enetsen.
De naam Toechard verwijst naar het Nenetsische woord toe charta ("vurige tent"; toe = "licht" en charad = "huis", "plaats") en de naam betekent "toorts".

## Geschiedenis
De plaats bestond voor de komst van de Russen uit een tsjoemkamp van de Nenetsen. Hun locatie stond bekend als Kaap Kisny, naar de kaap die iets stroomafwaarts uitsteekt in de rivier. In de jaren 1960 en 1970 werd het gebied echter ontdekt door de olie- en gaswinning en vestigde staatsbedrijf Norilskgazprom een olieterminal op deze plaats (aan de pijpleiding Messojacha – Doedinka – Norilsk, die vanaf hier werd gestart in 1968), waarvoor de nomadische toendrabewoners gedwongen moesten verhuizen. Er werd eerst een tentenkamp voor de arbeiders gebouwd, gevolgd door een plaats in de jaren 1970, waar ook veel Nenetsen gingen wonen naast vachtoviki (langeafstandsploegwerkers) van Norilskgazprom uit Norilsk, Doedinka en andere Russische regio's om er te werken in de gasverwerkingsinstallatie bij de plaats. Er werd een vliegveld ingericht voor kleine vliegtuigen. Ook verrezen er een districtziekenhuis, bibliotheek, twee bakkerijen, een postkantoor, een hostel en een uitgaansgelegenheid. In 1978 werd er de rendierhouderijsovchoz 'Toechard' opgericht. In 1979 werd een bootdienst opgezet over de rivier om gereedschappen voor de gasindustrie, de rendierhouderij en brandstof en voedingsmiddelen aan te kunnen voeren. In hetzelfde jaar werd er een tv-ontvanger geplaatst. In 2002 werd de plaats qua jurisdictie bestuurlijk overgeheveld van Doedinka naar Karaoel.
De plaats vormt het centrum van de omliggende toendra en nomaden kwamen in het verleden zelfs vanuit Evenkië (1500 kilometer verderop) en het schiereiland Gyda om er hun producten aan te bieden en inkopen te doen. Na verloop van tijd kwamen er steeds meer Nenetsen en leden van andere Siberische volkeren die er een huis bouwden. De meeste Nenetsen wonen officieel in het dorp maar lopen het grootste deel van het jaar over de Toechardse toendra met hun rendierkuddes, die ruim 20.000 dieren tellen.